# Мон, Рейнхард
Рейнхард Мон (нем. Reinhard Mohn; 29 июня 1921, Гютерсло, — 3 октября 2009, Штайнхаген) — германский предприниматель.

## Биография
Рейнхард Мон был сыном Генриха Мона и внуком Йоханнеса Мона, которому в 1887 году его тесть Хайнрих Бертельсманн передал руководство расположенного в Гютерсло издательства и типографии Bertelsmann. Таким образом, Рейнхард Мон представлял пятое поколение собственников предприятия Bertelsmann. В 1947 году он принял предприятие средних масштабов, так как его старший брат Хайнрих погиб на войне, и развил его в один из самых больших медиа-концернов в мире. Семейное состояние Монов оценивается в 5,7 миллиардов евро, тем самым собственник Bertelsmann располагался на 6-м месте в списке самых богатых немцев журнала Forbes за 2008 год.
После окончания евангелистской гимназии в Гютерсло Рейнхард Мон поступил на работу, а во время Второй мировой войны — на военную службу. Лейтенантом люфтваффе он попал в 1943 году в Тунисе в американский плен. Впоследствии, находясь в заключении в офицерском лагере en:Camp Concordia в Канзасе (США) он смог изучить в лагерном университете наряду с английским также менеджмент. По возвращении в Гютерсло в 1946 году по желанию отца окончил обучение по специальности книготорговля. В 1947 году, в 25 лет, стал руководителем издательства «Bertelsmann», эту должность он занимал до 1981 года. В 1950 году Мон основал круг читателей «Bertelsmann», что заложило основу экономического успеха Bertelsmann в первые десятилетия после войны.
В Bertelsmann AG Рейнхардом Моном была создана корпоративная культура, основанная на децентрализации, личной ответственности каждого и партнёрстве между руководством предприятия и сотрудниками. Так, с 1970 года сотрудники «Bertelsmann» получают дивиденды с прибыли предприятия, за что Мон получил не соответствующее действительности прозвище «красный Мак» (нем. „der rote Mohn“; игра слов, слово Mohn переводится с немецкого как «мак»). В 1977 году он основал «Фонд Bertelsmann», в который перевёл в 1993 году бо́льшую часть акций «Bertelsmann AG».
30 июня 1981 года, ввиду достижения принятого в концерне предельного возраста работников в 60 лет, Мон сложил с себя обязанности председателя правления и председателя наблюдательного совета Bertelsmann AG. С 2000 года Мон был председателем президиума «фонда Bertelsmann». В то время как Мон медленно выходил из активной жизни компании, его вторая жена Лиз Мон играла всё более важную роль в «Bertelsmann Verwaltungsgesellschaft» («BVG» — «Общество управления Bertelsmann») и «фонде Bertelsmann». После его смерти, по свидетельству шефа наблюдательного совета «Bertelsmann» Гюнтера Тилена, она смогла ещё больше расширить своё влияние в компании, так как согласно завещанию своего мужа она будет занимать пост председателя «BVG» до 75 лет, оставаться пресс-секретарём семьи и унаследовала от Рейнхарда Мона право вето.
Рейнхард Мон был женат на своей первой жене Магдалене 33 года. В этом браке родились его дети Йоханнес, Сузанне и Кристиане. Он развёлся со своей первой женой только после смерти своей матери Агнес и женился в 1982 году на Элизабет (называемую «Лиз») Мон. В это время трое общих детей Рейнхарда и Лиз — Бригитте (* 1964), Кристоф (* 1965) и Андреас (* 1968) — были уже 18, 17 и 14-летним. Они выросли в уверенности, что их отцом был лектор по детской литературе Йоахим Шольц, с которым их мать заключила фиктивный брак. Позднее Рейнхард Мон усыновил всех троих. Так же как трое детей от первого брака, они имеют небольшой процент акций «Bertelsmann AG». На момент смерти Рейнхарда единственным из его детей в руководстве компании была Бригитте Мон. По словам шефа наблюдательного совета «Bertelsmann» Гунтера Тилена, Кристоф Мон займёт место своего отца в «BVG» и в кураториуме фонда «Bertelsmann».
В последнее время Мон жил в Штайнхагене в округе Гютерсло, второй его резиденцией была Алькудия на Мальорке.

## Награды и премии
- Почётный гражданин Гютерсло (1981)
- Друг города Иерусалим (1987)
- Зал славы журнала Manager Magazin (1992)
- Большой Крест ордена «За заслуги перед Федеративной Республикой Германия» (1994)
- Европейская культурная премия меценату в области культуры (1996)
- Почётный член Римского клуба (1996)
- Премия Шумпетера (1997)
- Предприниматель столетия (1998)[6]
- Большой Крест со звездой ордена «За заслуги перед Федеративной Республикой Германия» (1998)
- Премия принца Астурии 1998, категория «Коммуникация и духовные науки»
- Золотая медаль Федерального союза германских фондов (1998)
- Государственная премия земли Северный Рейн — Вестфалия (1999)
- Большой Крест ордена Гражданских заслуг (1999, Испания)[7]
- Премия Ханнса Мартина Шлейера (1999)
- Испанский Большой крест (1999)
- Медаль Бернхарда Хармса Института мировой экономики (2000)
- Медаль Якоба Фуггера объединения баварских издателей газет (2000)
- Почётный доктор факультета экономических наук Вестфальского университета имени Вильгельма Мюнстер (2001)
- Премия будущего 2002 социальной комиссии ХДС (2001)
- Премия Тедди Коллека 2003, за заслуги перед городом Иерусалим
- Почётный гражданин Алькудии (2005), за заслуги в постройке библиотеки Can Torró
- Германская премия основателя 2007
- Medalla d´Or des Illes Balears (Золотая медаль Балеарских островов), за постройку библиотеки Can Torró в Алькудиа и содействие продвижению чтения в Испании (2010, посмертно)

Именем Рейнхарда Мона назван профессиональный колледж в Гютерсло и институт бизнес-менеджмента и корпоративного управления при Университете Виттен/Хердеке.

## Фильмы
- Рейнхард Мон — Больше голов должно начать думать (режиссёр Роланд Сузо Рихтер), teamWorx, Мюнхен 2006